# Lucky Red
Lucky Red Distribuzione Srl es una empresa italiana de distribución y producción cinematográfica fundada en 1987 en Roma por el actor Andrea Occhipinti. 

## Historia
Fundada en 1987 por Occhipinti, la compañía es más conocida por la distribución y sindicación mundial de películas y vídeos domésticos considerados populares, premiados y con asistencia en los principales festivales de cine como Cannes y Berlín.
Desde 2005, Lucky Red se ocupa del mercado italiano de la animación japonesa y de las películas animadas de Studio Ghibli, distribuyendo la filmografía interna del estudio en cines o en vídeo doméstico a partir de este año y creando nuevos doblajes para títulos ya distribuidos anteriormente por otra compañía. Studio Ghibli fue probablemente la distribución predeterminada de Lucky Red entre la animación japonesa hasta el momento.
En 2006, Lucky Red amplió su programación y bajo el estandarte de Key Films lanzó más películas comerciales, adaptadas a más puntos de venta. En 2008/2009 Lucky Red tuvo varios recuerdos gracias a Slumdog Millionaire, Waltz with Bashir y The Wrestler, tres de las cuales fueron consideradas las películas más taquilleras de su catálogo.
En 2019, en Cinema Undici, Lucky Red premió a David di Donatello como mejor productor de la película Sulla Mia Pelle.
Es accionista mayoritario relativo de Circuito Cinema, que gestiona la programación de cines en todo el territorio nacional. Junto con Indigo Film, Lucky Red fundó True Colors, una empresa que vende películas, series y documentales.
En 2020, Lucky Red fundó la plataforma MioCinema.